# Длужнево (Підляське воєводство)
Длужнево (пол. Dłużniewo) — село в Польщі, у гміні Ломжа Ломжинського повіту Підляського воєводства.
Населення — 75 осіб (2011).
У 1975-1998 роках село належало до Ломжинського воєводства.

## Демографія
Демографічна структура станом на 31 березня 2011 року:
|          | Загалом | Допрацездатний вік | Працездатний вік | Постпрацездатний вік |
| -------- | ------- | ------------------ | ---------------- | -------------------- |
| Чоловіки | 40      | 5                  | 27               | 8                    |
| Жінки    | 35      | 5                  | 20               | 10                   |
| Разом    | 75      | 10                 | 47               | 18                   |